# Kaplica Opieki Matki Bożej w Mielniku
Kaplica pod wezwaniem Opieki Matki Bożej – prawosławna kaplica cmentarna w Mielniku. Należy do parafii Narodzenia Przenajświętszej Bogurodzicy w Mielniku, w dekanacie Siemiatycze diecezji warszawsko-bielskiej Polskiego Autokefalicznego Kościoła Prawosławnego.

## Opis
Kaplica została zbudowana w 1777. Początkowo unicka, po 1839 prawosławna. Budowla drewniana, orientowana, o konstrukcji zrębowej, salowa, zamknięta prostokątnie. Od frontu czworoboczna wieża z ośmiobocznym dachem namiotowym, zwieńczonym małym cebulastym hełmem. Dach kaplicy blaszany, jednokalenicowy, z dobudowaną w 1984 wieżyczką-dzwonnicą zwieńczoną cebulastym hełmem. Wnętrze wyłożono boazerią na początku XXI w. W 2011 wyremontowano elewację kaplicy, zmieniając kolor na niebieski.
Kaplicę wpisano do rejestru zabytków 26 sierpnia 1985 pod nr 599.
Świątynię otacza cmentarz założony w XVIII wieku o powierzchni 2 ha.